# Sorhoanus cryptonotatus
Sorhoanus cryptonotatus är en insektsart som beskrevs av Kuoh 1981. Sorhoanus cryptonotatus ingår i släktet Sorhoanus och familjen dvärgstritar. Inga underarter finns listade i Catalogue of Life.